# Machachi
Machachi, también conocida como Santiago de Machachi, es una ciudad ecuatoriana; cabecera cantonal del Cantón Mejía, así como la cuarta urbe más grande y poblada de la Provincia de Pichincha. Se localiza al centro-norte de la Región interandina del Ecuador, en la hoya del río Guayllabamba, dentro de un valle reodeado por el Atacazo, el Pasochoa, el volcán Rumiñahui y el volcán Corazón a una altitud de 2945 m s. n. m. y con un clima andino de 14 °C en promedio.
Es llamada "La Capital del Chagra". En el censo de 2022 tenía una población de 24.188 habitantes, lo que la convierte en la sexagésima ciudad más poblada del país. Forma parte de la área metropolitana de Quito, pues su actividad económica, social y comercial está fuertemente ligada a Quito, siendo "ciudad dormitorio" para miles de personas que se trasladan a Quito por vía terrestre. El conglomerado alberga a 2'889.703 habitantes, y ocupa la segunda posición entre las conurbaciones del Ecuador.
Sus orígenes datan del siglo XVI, pero es a inicios del siglo XX, debido a su ubicación geográfica, cuando presenta un acelerado crecimiento demográfico hasta establecer un poblado urbano; que sería posteriormente, uno de los principales núcleos urbanos de provincia. Las actividades principales económicas de la ciudad son: la producción de agua mineral, la agricultura, la ganadería y el transporte.

## Toponimia
El P. Pablo Reyes, sostiene que Machachi proviene de: "MA": grande, largo; "CHA": Tierra, suelo, terreno; "CHI": vivo, activo. Mientras el profesor Segundo Miguel Salazar afirma que tiene varias acepciones: "CA": tierra, "CHI": vivo. Como vocablo híbrido de páez o quechua, significa: Valle que con su belleza de colorido, al embriagar produce sueño. "MA": extensión, "CHI": vivo, "MACHAG": marearse. En cara, Machachi significa: Los valientes lanceros y agricultores. En Caribe: "MA-CHA-CHI": "La tierra grande, viva".

## Historia
Los panzaleos fueron los primeros en ocupar la zona, habitando las faldas del Rumiñahui y Pasochoa, hubo un asentamiento que dejó de existir durante la colonia; estaba localizado dentro de un triángulo formado por Machachi, Aloasí y Aloag. En la época colonial, fue un asentamiento pequeño, sitio de paso entre Quito y Latacunga, que a inicios del siglo XIX, se perfiló como una de las ciudades más importantes de la zona.
Machachi alcanzó su independencia el 11 de noviembre de 1820, siendo los gestores de esta hazaña: el párroco de Machachi Dr. Tadeo Romo y José Camino y los jefes de la insurrección Tomás Pazmiño y Antonio Benítez. Más de un centenar de personas asaltaron el cuartel y se apoderaron del armamento del ejército realista. El levantamiento de Machachi se dio como consecuencia de la Independencia de Cuenca, y coincidió con los levantamientos de Guaranda, Latacunga y Riobamba. Años después, Machachi recibió al ejército libertador de 1822, liderado por Simón Bolívar y Antonio José de Sucre, en su paso hacia la liberación de la capital.
En la Ley de División Territorial de la República de Colombia de 1824, Machachi es declarado cantón de la Provincia de Pichincha; sin embargo, en la Ley de División Territorial del Ecuador de 1835, no se nombra al Cantón Machachi, siendo suprimido oficialmente. Pero el 23 de julio de 1883 es creado el Cantón Mejía, siendo denominado así en honor del patriota quiteño, José Mejía Lequerica.
A fines del siglo XIX, empezó la venta en Machachi de agua mineral de las vertientes de Tesalia, de la hacienda de la familia Zaldumbide, naciendo así la Güitig, la marca de agua mineral más famosa y vendida del Ecuador. A inicios del siglo XX, el francés Pierre Denis industrializó la producción, lo que llevó a Güitig a expandir su mercado a las provincias andinas centrales, y ya para 1921 nació la The Tesalia Springs Co.
Durante el siglo XX, gracias al Ferrocarril Trasandino, Tesalia Springs, y la carretera Panamericana, Machachi creció considerablemente.

## Geografía

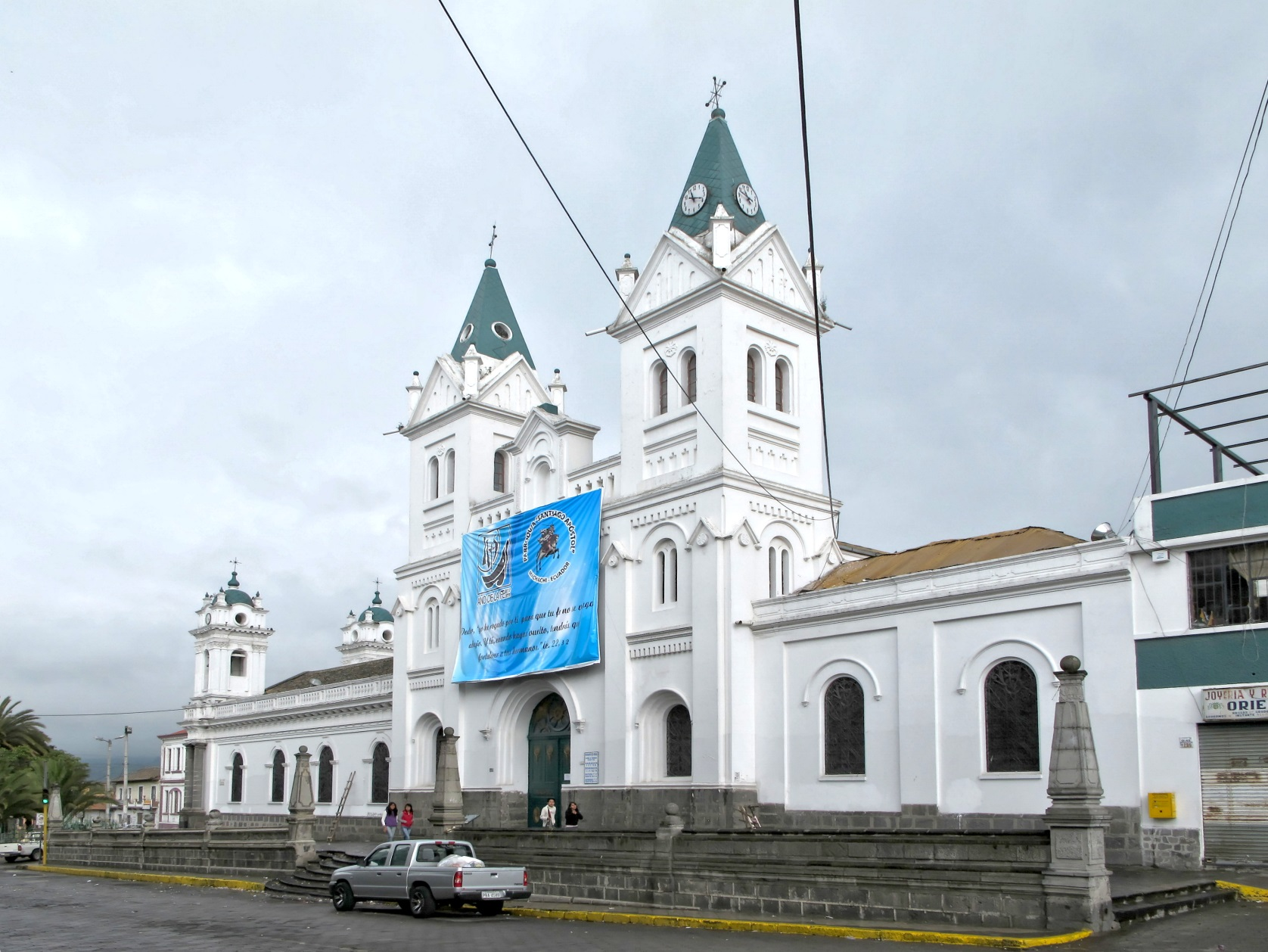
Iglesia Matriz de Machachi.

Machachi se encuentra asentada en el sur de la Provincia de Pichincha, en el centro norte de la Región Interandina del Ecuador. La ciudad está asentada sobre un extenso valle a 2945 metros sobre el nivel del mar, en medio de los volcanes: Pasochoa, Rumiñahui y Corazón; también se encuentra muy próximo a las cumbres nevadas Cotopaxi e Iliniza que influencian mucho en el clima de Machachi, vuelven al clima de la ciudad mucho más frío que otros valles Interandinos de la Provincia.

## Política
Territorialmente, la ciudad de Machachi está organizada en una sola parroquia urbana, mientras que existen 7 parroquias rurales con las que complementa el aérea total del Cantón Mejía. El término "parroquia" es usado en el Ecuador para referirse a territorios dentro de la división administrativa municipal.
La ciudad de Machachi y el cantón Mejía, al igual que las demás localidades ecuatorianas, se rige por una municipalidad según lo previsto en la Constitución de la República. El Gobierno Autónomo Descentralizado Municipal de Mejía, es una entidad de gobierno seccional que administra el cantón de forma autónoma al gobierno central. La municipalidad está organizada por la separación de poderes de carácter ejecutivo representado por el alcalde, y otro de carácter legislativo conformado por los miembros del concejo cantonal.
La Municipalidad de Mejía, se rige principalmente sobre la base de lo estipulado en los artículos 253 y 264 de la Constitución Política de la República y en la Ley de Régimen Municipal en sus artículos 1 y 16, que establece la autonomía funcional, económica y administrativa de la Entidad.

### Alcaldía
El poder ejecutivo de la ciudad es desempeñado por un ciudadano con título de Alcalde del Cantón Mejía, el cual es elegido por sufragio directo en una sola vuelta electoral, sin fórmulas o binomios en las elecciones municipales. El vicealcalde no es elegido de la misma manera, ya que una vez instalado el Concejo Cantonal se elegirá entre los ediles un encargado para aquel cargo. El alcalde y el vicealcalde duran cuatro años en sus funciones, y en el caso del alcalde, tiene la opción de reelección inmediata o sucesiva. El alcalde es el máximo representante de la municipalidad y tiene voto dirimente en el concejo cantonal, mientras que el vicealcalde realiza las funciones del alcalde de modo suplente mientras no pueda ejercer sus funciones el alcalde titular.
El alcalde cuenta con su propio gabinete de administración municipal mediante múltiples direcciones de nivel de asesoría, de apoyo y operativo. Los encargados de aquellas direcciones municipales son designados por el propio alcalde. Actualmente, el Alcalde de Mejía es Wilson Rodríguez, elegido para el periodo 2023 - 2027.

### Concejo cantonal

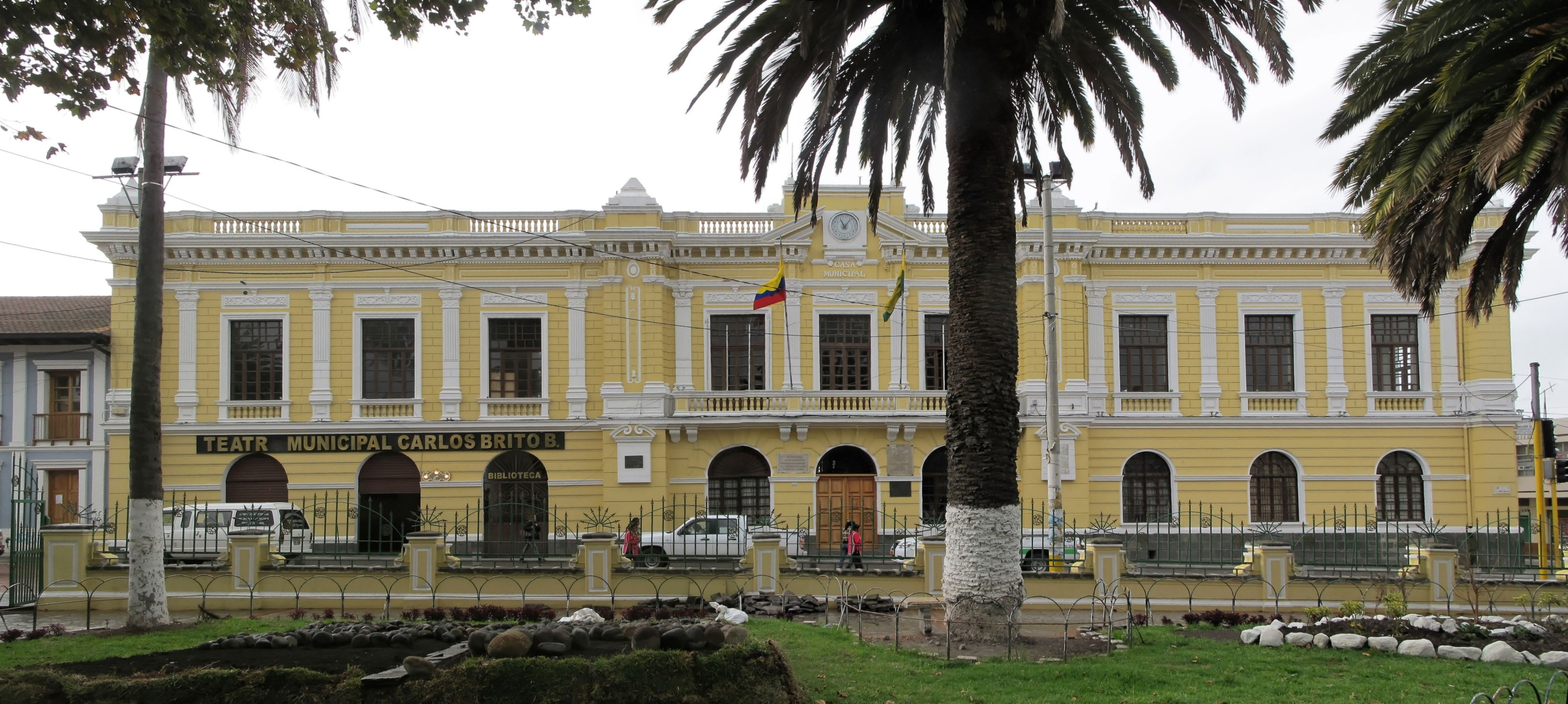
Teatro Municipal Carlos Brito.

El poder legislativo de la ciudad es ejercido por el Concejo Cantonal de Mejía el cual es un pequeño parlamento unicameral que se constituye al igual que en los demás cantones mediante la disposición del artículo 253 de la Constitución Política Nacional. De acuerdo a lo establecido en la ley, la cantidad de miembros del concejo representa proporcionalmente a la población del cantón.
Mejía posee 7 concejales, los cuales son elegidos mediante sufragio (Sistema D'Hondt) y duran en sus funciones cuatro años pudiendo ser reelegidos indefinidamente. De los siete ediles, 2 representan a la población urbana mientras que 5 representan a las 7 parroquias rurales. El alcalde y el vicealcalde presiden el concejo en sus sesiones. Al recién instalarse el concejo cantonal por primera vez los miembros eligen de entre ellos un designado para el cargo de vicealcalde de la ciudad.

## Turismo

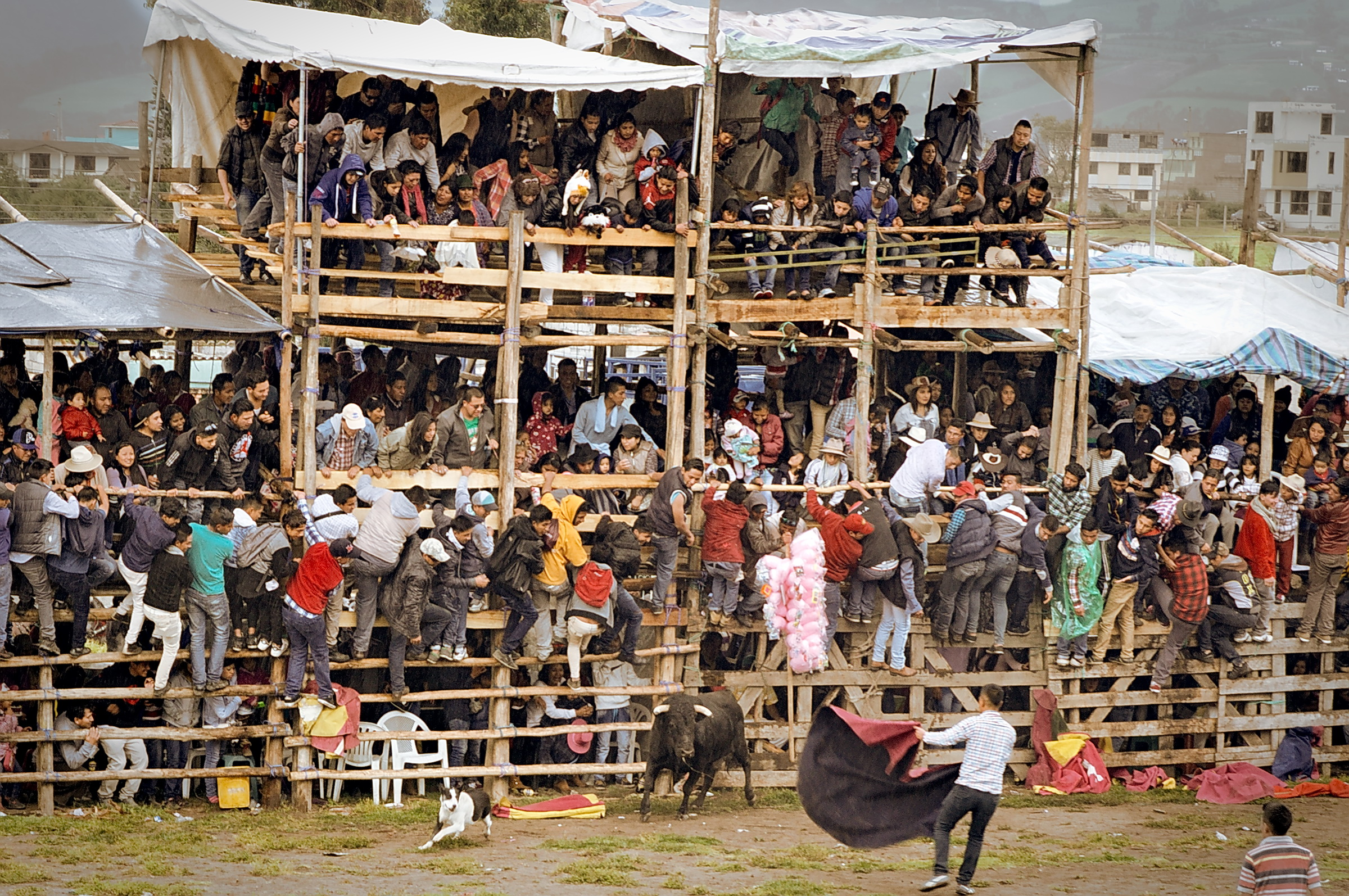
Toros de pueblo, en las fiestas de la ciudad.

El turismo en una de las actividades que, desde los últimos años, se encuentra en constante cambio e innovación en Machachi. La ciudad se encuentra con una creciente reputación como destino turístico por su privilegiada ubicación. A través de los años, Machachi ha incrementado notablemente su oferta turística; actualmente, el índice turístico creció gracias a la campaña turística emprendida por el gobierno nacional, "All you need is Ecuador". El turismo de la ciudad se enfoca en su belleza natural, interculturalidad y gastronomía, y deportes de aventura. En cuanto al turismo ecológico, la urbe cuenta con espaciosas áreas verdes a su alrededor, y la mayoría de los bosques y atractivos turísticos cercanos están bajo su jurisdicción.
El turismo de la ciudad se relaciona íntimamente con el resto del cantón; a través de los años ha continuado con su tradición comercial, y actualmente en un proceso fundamentalmente económico, apuesta al turismo, reflejándose en los cambios en el ornato de la ciudad.

## Transporte
El transporte público es el principal medio transporte de los habitantes de la ciudad, tiene un servicio de bus público interparroquial e intercantonal para el transporte a localidades cercanas. Buena parte de las calles de la ciudad están asfaltadas o adoquinadas, aunque algunas están desgastadas y el resto de calles son lastradas, principalmente en los barrios nuevos que se expanden en la periferia de la urbe.

### Avenidas importantes
- Panamericana
- Pablo Guarderas
- Amazonas
- García Moreno
- Nueva España

## Educación
La ciudad cuenta con buena infraestructura para la educación, tanto pública como privada. La educación pública en la ciudad, al igual que en el resto del país, es gratuita hasta la universidad (tercer nivel) de acuerdo a lo estipulado en el artículo 348 y ratificado en los artículos 356 y 357 de la Constitución Nacional. Varios de los centros educativos de la ciudad cuentan con un gran prestigio. La ciudad está dentro del régimen Sierra por lo que sus clases inician los primeros días de septiembre y luego de 200 días de clases se terminan en el mes de julio.

## Economía

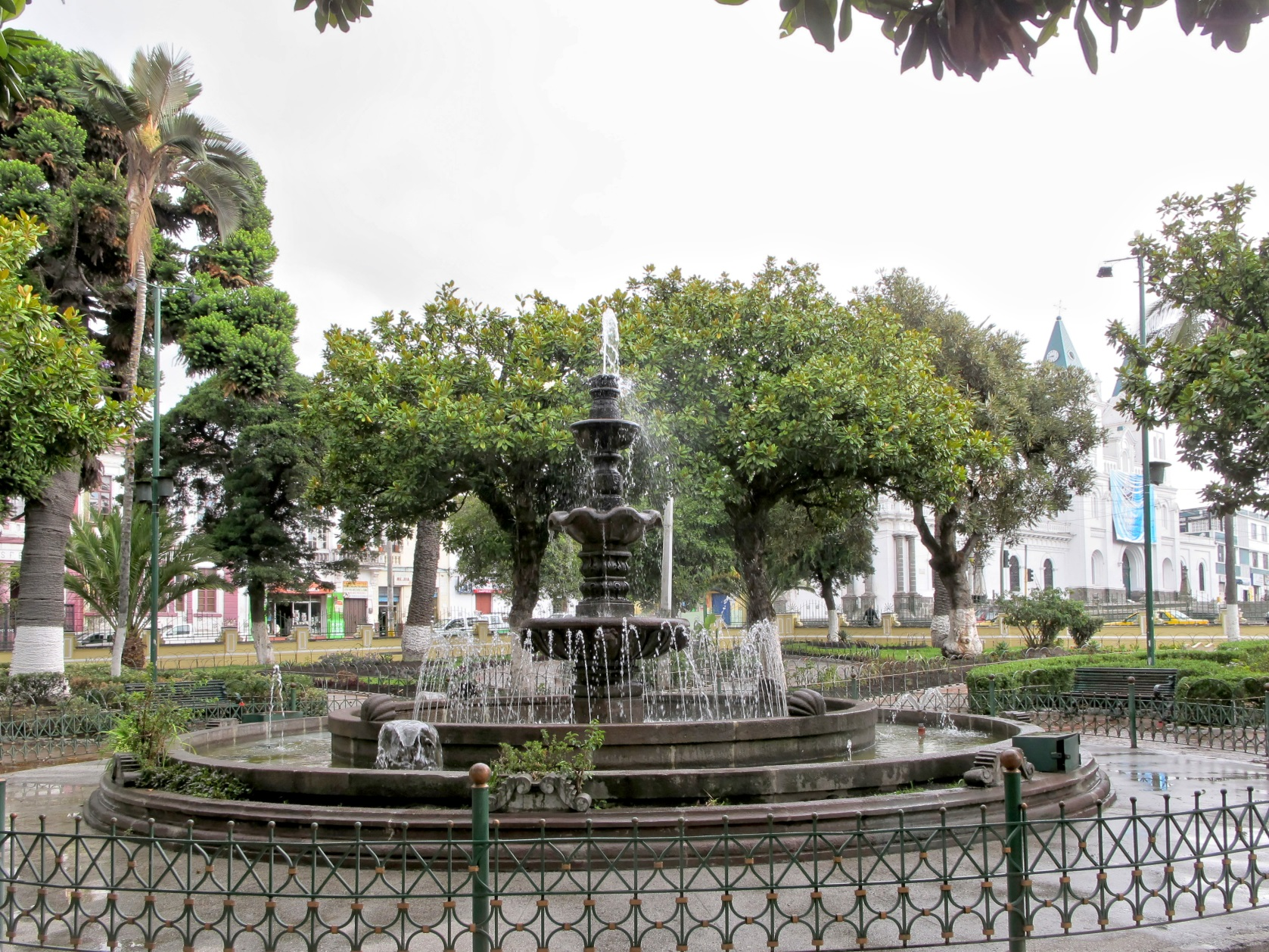
Parque Central de Machachi.

Machachi es una ciudad de amplia actividad comercial. La ciudad es el mayor centro económico y comercial del sur de la provincia de Pichincha. Alberga grandes organismos financieros y comerciales del país. Su economía se basa en la producción de agua mineral, la agricultura, la ganadería y el transporte. Los principales ingresos de los machachenses son el comercio formal e informal, los negocios, la agricultura y la acuicultura; el comercio de la gran mayoría de la población consta de pymes y microempresas, sumándose de forma importante la economía informal que da ocupación a miles de personas.
La actividad comercial y los beneficios que brindan se ven también a nivel corporativo, las oportunidades del sector privado al desarrollar modelos de negocios que generen valor económico, ambiental y social, están reflejadas en el desarrollo de nuevas estructuras, la inversión privada ha formado parte en el proceso del crecimiento de la ciudad, los proyectos inmobiliarios, urbanizaciones privadas, y oficinas, han ido en aumento, convirtiendo a la ciudad en un punto estratégico y atractivo para hacer negocios en la provincia.

## Medios de comunicación
La ciudad posee una red de comunicación en continuo desarrollo y modernización. En la ciudad se dispone de varios medios de comunicación como prensa escrita, radio, televisión, telefonía, Internet y mensajería postal. En algunas comunidades rurales existen telefonía e Internet satelitales.
- Telefonía: Si bien la telefonía fija se mantiene aún con un crecimiento periódico, esta ha sido desplazada muy notablemente por la telefonía celular, tanto por la enorme cobertura que ofrece y la fácil accesibilidad. Existen 3 operadoras de telefonía fija, CNT (pública), TVCABLE y Claro (privadas) y cuatro operadoras de telefonía celular, Movistar, Claro y Tuenti (privadas) y CNT (pública).

- Radio: En la localidad existe una gran cantidad de sistemas radiales de transmisión nacional y local, e incluso de provincias y cantones vecinos.

- Medios televisivos: La mayoría de canales son nacionales, aunque se ha incluido canales locales recientemente. El apagón analógico se estableció para el 31 de diciembre de 2019.

## Deporte
La Liga Deportiva Cantonal de Mejía es el organismo rector del deporte en todo el Cantón Mejía y por ende en la urbe se ejerce su autoridad de control. El deporte más popular en la ciudad, al igual que en todo el país, es el fútbol, siendo el deporte con mayor convocatoria. El Club Deportivo Rumiñahui, es el único equipo machachense activo en la Asociación de Fútbol No Amateur de Pichincha, que participa en la Segunda Categoría de Pichincha. Al ser una localidad pequeña en la época de las fundaciones de los grandes equipos del país, Machachi carece de un equipo simbólico de la ciudad, por lo que sus habitantes son aficionados en su mayoría de los clubes quiteños. 
El principal recinto deportivo para la práctica del fútbol es el Estadio El Chan. Está ubicado en la avenida Amazonas y calle Kennedy; fue inaugurado el 30 de enero de 1970. Es usado mayoritariamente para la práctica del fútbol, y allí juega como local el Club Deportivo Rumiñahui; tiene capacidad para 6.390 espectadores. El estadio es sede de distintos eventos deportivos a nivel local, así como es escenario para varios eventos de tipo cultural, especialmente conciertos musicales (que también se realizan en el Coliseo Miguel Ángel Albuja de la Liga Cantonal de Mejía).